# Raiffeisenbank im Donautal
Die Raiffeisenbank im Donautal eG ist eine deutsche Genossenschaftsbank mit Sitz in der bayerischen Marktgemeinde Gaimersheim im Landkreis Eichstätt.

## Geschichte
Die heutige Raiffeisenbank im Donautal eG entstand im Jahr 2019 durch die Fusion der Raiffeisenbank Gaimersheim-Buxheim eG mit dem Sitz in Gaimersheim mit der Raiffeisenbank Donaumooser Land eG mit dem Sitz in Karlshuld.
Bereits ab dem Jahr 1889 wurden die Vorläuferbanken der heutigen Bank gegründet, so z. B. am 3. Juli 1889 in Weichering und ebenfalls 1889 in Eitensheim. Weitere Gründungen in den umliegenden Gemeinden erfolgten in den darauffolgenden Jahren, wie z. B. 1890 in Karlshuld, 1892 in Hitzhofen und 1896 in Gaimersheim. 1908 folgte die Gründung der Genossenschaftsbank in Buxheim. Es fanden in den folgenden Jahren mehrere Fusionen der einzelnen Banken zur heutigen Raiffeisenbank im Donautal eG statt.
- 1964 Fusion der Raiffeisenkasse Böhmfeld eGmbH mit dem Sitz in Böhmfeld mit der Raiffeisenkasse Lippertshofen eGmbH mit dem Sitz in Lippertshofen und der Raiffeisenkasse Hitzhofen eGmbH mit dem Sitz in Hitzhofen zur Raiffeisenkasse Böhmfeld eGmbH
- 1966 Fusion der Raiffeisenkasse Gaimersheim eGmbH mit der Raiffeisenkasse Wettstetten eGmbH mit dem Sitz in Wettstetten zur Raiffeisenbank Gaimersheim-Wettstetten eGmbH
- 1971 Fusion der Raiffeisenkasse Hofstetten eGmbH mit dem Sitz in Hofstetten mit der Raiffeisenkasse Böhmfeld eGmbH zur Raiffeisenbank Böhmfeld eGmbH
- 1971 Fusion der Raiffeisenbank Buxheim eGmbH mit dem Sitz in Buxheim mit der Raiffeisenbank Eitensheim mit dem Sitz in Eitensheim zur Raiffeisenbank Buxheim-Eitensheim eGmbH mit dem Sitz in Buxheim
- 1971 Fusion der Raiffeisenbank Buxheim-Eitensheim eGmbH mit der Raiffeisenbank Irgertsheim eGmbH mit dem Sitz in Irgertsheim zur Raiffeisenbank Buxheim – Eitensheim eGmbH
- 1978 Fusion der Raiffeisenbank Gaimersheim-Wettstetten eG mit der Raiffeisenbank Böhmfeld eG zur Raiffeisenbank Gaimersheim eG
- 1998 Fusion der Raiffeisenbank Gaimersheim eG mit der Raiffeisenbank Buxheim-Eitensheim eG mit dem Sitz in Buxheim zur Raiffeisenbank Gaimersheim-Buxheim eG mit dem Sitz in Gaimersheim

Die ehemalige Raiffeisenbank Donaumooser Land eG entstand im Jahr 2002 aus der Fusion der Raiffeisenbank Karlshuld eG mit dem Sitz in Karlshuld mit der Raiffeisenbank Weichering eG mit dem Sitz in Weichering und der Raiffeisenbank Hohenried-Karlskron eG mit dem Sitz in Karlskron.
Die ehemalige Raiffeisenbank Weichering eGmbH fusionierte 1969 mit der Raiffeisenkasse Lichtenau eGmbH mit dem Sitz in Lichtenau zur Raiffeisenbank Weichering-Lichtenau eGmbH mit dem Sitz in Weichering und anschließend im Jahr 1971 mit der Raiffeisenkasse Bergheim bei Neuburg eGmbH mit dem Sitz in Bergheim zur Raiffeisenbank Weichering eGmbH.
Die ehemalige Raiffeisenbank Hohenried-Karlskron eG entstand im Jahr 1990 aus der Fusion der Raiffeisenbank Hohenried eG mit dem Sitz in Hohenried mit der Raiffeisenbank Karlskron eG mit dem Sitz in Karlskron.

## Rechtsverhältnisse
Die Raiffeisenbank im Donautal eG ist im Genossenschaftsregister beim Amtsgericht Ingolstadt unter GnR 13 eingetragen.

## Organisationsstruktur
Rechtsgrundlagen sind das Genossenschaftsgesetz und die durch die Generalversammlung beschlossene Satzung. Organe der Bank sind der Vorstand, der Aufsichtsrat und die Generalversammlung.

## Sicherungseinrichtung
Die Raiffeisenbank im Donautal eG ist der amtlich anerkannten Sicherungseinrichtung des Bundesverbandes der Deutschen Volksbanken und Raiffeisenbanken GmbH und der zusätzlichen freiwilligen Sicherungseinrichtung des Bundesverbandes der Deutschen Volksbanken und Raiffeisenbanken e.V. angeschlossen.

## Geschäftsausrichtung
Die Raiffeisenbank im Donautal eG betreibt das Universalbankgeschäft und Teil der genossenschaftlichen FinanzGruppe. Im Verbundgeschäft arbeitet sie mit der DZ Bank, R+V Versicherung, Bausparkasse Schwäbisch Hall, Teambank, VR Smart Finanz, Münchener Hypothekenbank, DZ Hyp und der Union Investment zusammen.

## Geschäftsgebiet
Das Geschäftsgebiet liegt im Süden des Landkreises Eichstätt sowie im Nordosten des Landkreises Neuburg-Schrobenhausen.

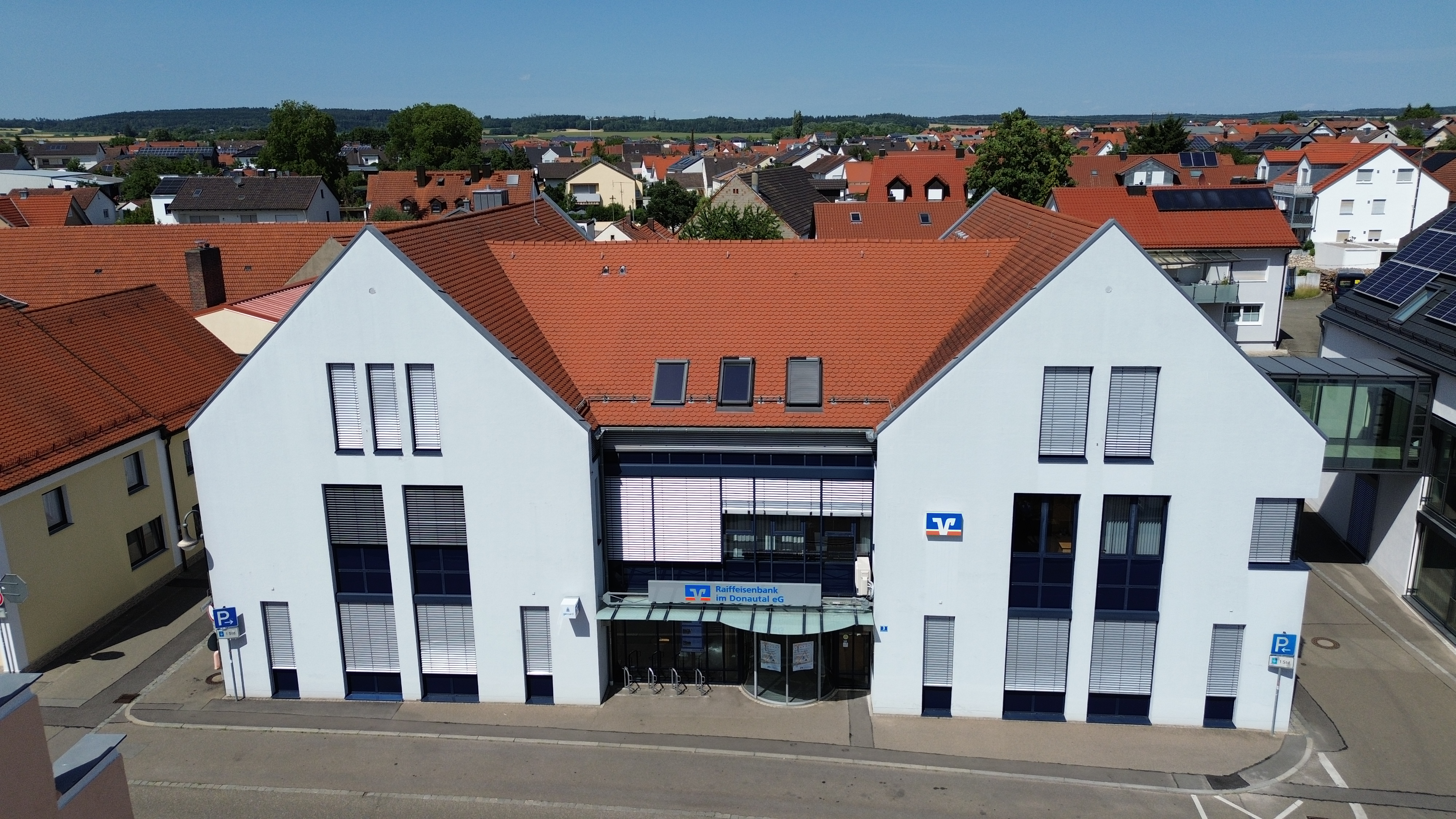
Hauptstelle Gaimersheim

An diesen Orten betreibt die Bank Filialen:
- Gaimersheim (Hauptstelle, jur. Sitz)
- Karlshuld (Geschäftsstelle)
- Bergheim (Geschäftsstelle)
- Bruck (Geschäftsstelle)
- Brunnen (Bayern) (Geschäftsstelle)
- Buxheim (Geschäftsstelle)
- Eitensheim (Geschäftsstelle)
- Hitzhofen (Geschäftsstelle)
- Hohenried (Geschäftsstelle)
- Karlskron (Geschäftsstelle)
- Weichering (1 Geschäftsstelle)
- Wettstetten (1 Geschäftsstelle)
- Lichtenau (1 SB-Geschäftsstelle)

Das Institut ist auch im Warenhandel tätig. Es werden Raiffeisenmärkte in Karlshuld und Weichering betrieben.